# Mydaea deserta
Mydaea deserta este o specie de muște din genul Mydaea, familia Muscidae. A fost descrisă pentru prima dată de Zetterstedt în anul 1845. Conform Catalogue of Life specia Mydaea deserta nu are subspecii cunoscute.